# Andreotti–Vesentinis sats
Inom matematiken är Andreotti–Vesentinis sats, introducerad av Aldo Andreotti och Edoardo Vesentini (1965, 1965b), ett resultat som säger att vissa kohomologigrupper av koherenta kärven är separerade.

### Allmänna källor
- Andreotti, Aldo; Vesentini, Edoardo (1965), ”Carleman estimates for the Laplace-Beltrami equation on complex manifolds”, Publications Mathématiques de l'IHÉS 25:  81–130, doi:10.1007/bf02684398, ISSN 1618-1913, http://www.numdam.org/item?id=PMIHES_1965__25__81_0
- Andreotti, Aldo; Vesentini, Edoardo (1965b), ”Erratum. Carleman estimates for the Laplace-Beltrami equation on complex manifolds”, Publications Mathématiques de l'IHÉS 27:  153–155, doi:10.1007/bf02684376, ISSN 1618-1913, http://www.numdam.org/item?id=PMIHES_1965__27__153_0